# Liste der Monuments historiques in Réchésy
Die Liste der Monuments historiques in Réchésy führt die Monuments historiques in der französischen Gemeinde Réchésy auf.

## Liste der Bauwerke
| Bezeichnung      | Beschreibung              | Standort | Kennzeichnung | Schutzstatus | Datum | Bild           |
| ---------------- | ------------------------- | -------- | ------------- | ------------ | ----- | -------------- |
| Bauernhof        | Erbaut im 18. Jahrhundert |          | PA00101156    | Inscrit      | 1986  |                |
| Friedhofskapelle | Erbaut im Mittelalter     | (Lage)   | PA90000001    | Inscrit      | 1996  | weitere Bilder |

## Liste der Objekte
- Monuments historiques (Objekte) in Réchésy in der Base Palissy des französischen Kultusministeriums